# Koksijde-Bad
Koksijde-Bad (Frans: Coxyde-les-Bains) is een wijk en badplaats in de Belgische gemeente Koksijde. De badplaats ligt aan de Belgische Kust, meer dan twee kilometer ten noordwesten van het oude dorpscentrum van Koksijde.

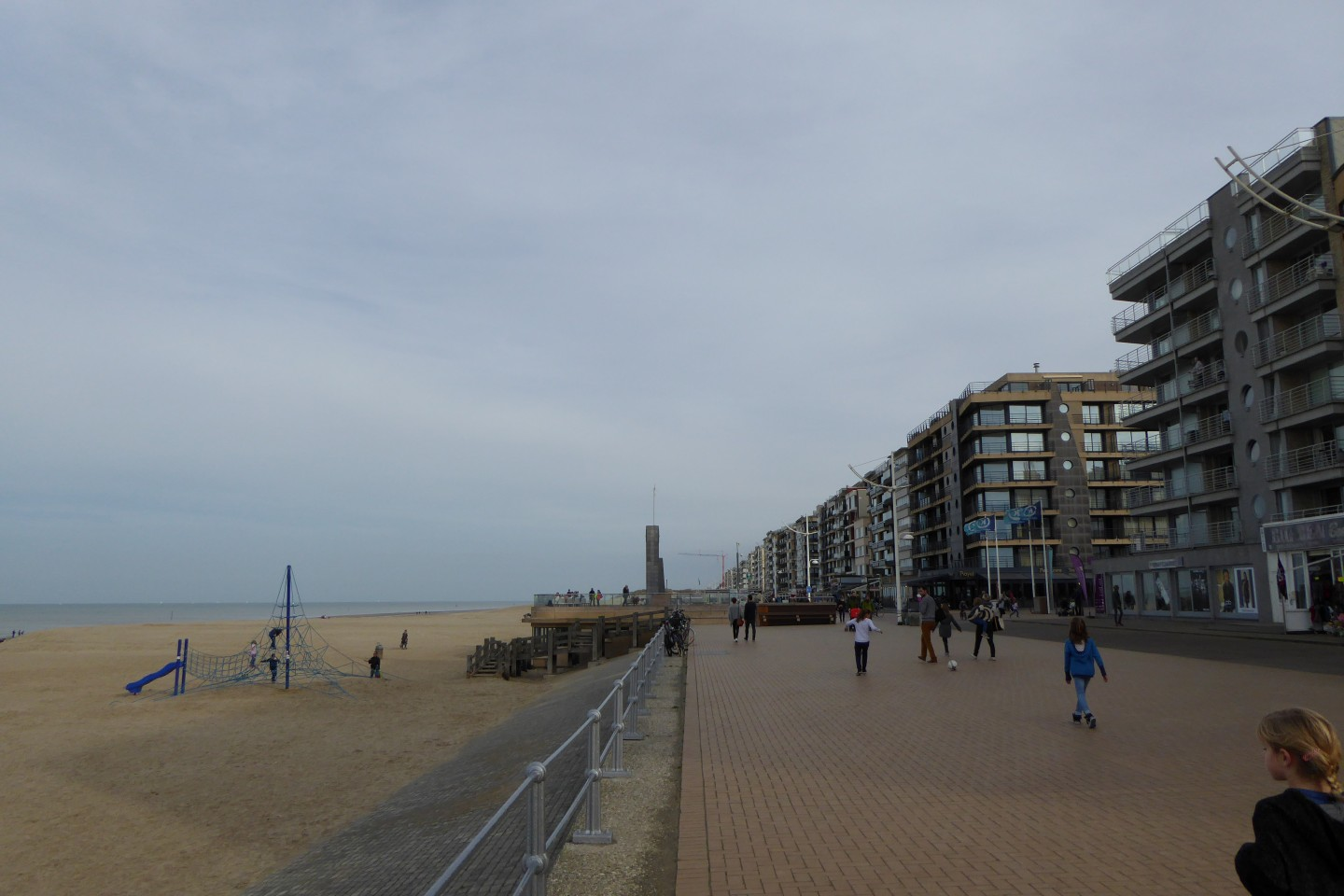
Koksijde-Bad, zeedijk en strand

## Geschiedenis
De badplaats kwam na 1895 tot ontwikkeling toen de Zeelaan, van het dorp Koksijde naar zee, werd aangelegd. In 1899 werd de Société Civile des dunes d'Oostduinkerke et de Coxyde opgericht, die de badplaats moest ontwikkelen. In 1904 kwam er een paardentram van Koksijde-Dorp naar het strand, en in 1909 kwam er een NMVB-stoomtram van Veurne en Nieuwpoort naar Koksijde-Bad. In 1929 werd deze lijn 7 elektrisch. In 1941 werden de drie lijnen vanuit Veurne door de bezetter opgeheven. Ook in 1929 kwam de elektrische NMVB-tramlijn Nieuwpoort(bad)-Koksijde (bad)-De Panne tot stand. Dit zou uiteindelijk de huidige kusttramlijn worden. Vanaf 1910 kwamen er enkele winkels en werden er ook villa's gebouwd. 
Tijdens de Eerste Wereldoorlog staakte de ontwikkeling, maar daarna, en vooral tussen 1930 en 1940, was er een aanzienlijke bouwactiviteit.
Tijdens de Tweede Wereldoorlog was het kustgebied door de bezetter versperd en werden er bunkers gebouwd die onderdeel uitmaakten van de Atlantikwall.
Na de oorlog ontwikkelde Koksijde-Bad zich tot een gezinsbadplaats. Daarnaast zijn er diverse villawijken.

## Bezienswaardigheden
- Onze-Lieve-Vrouw-ter-Duinenkerk
- Quartier Sénégalais
- Zuid-Abdijmolen
- Abdij Onze-Lieve-Vrouw Ten Duinen met museum
- Casino Koksijde

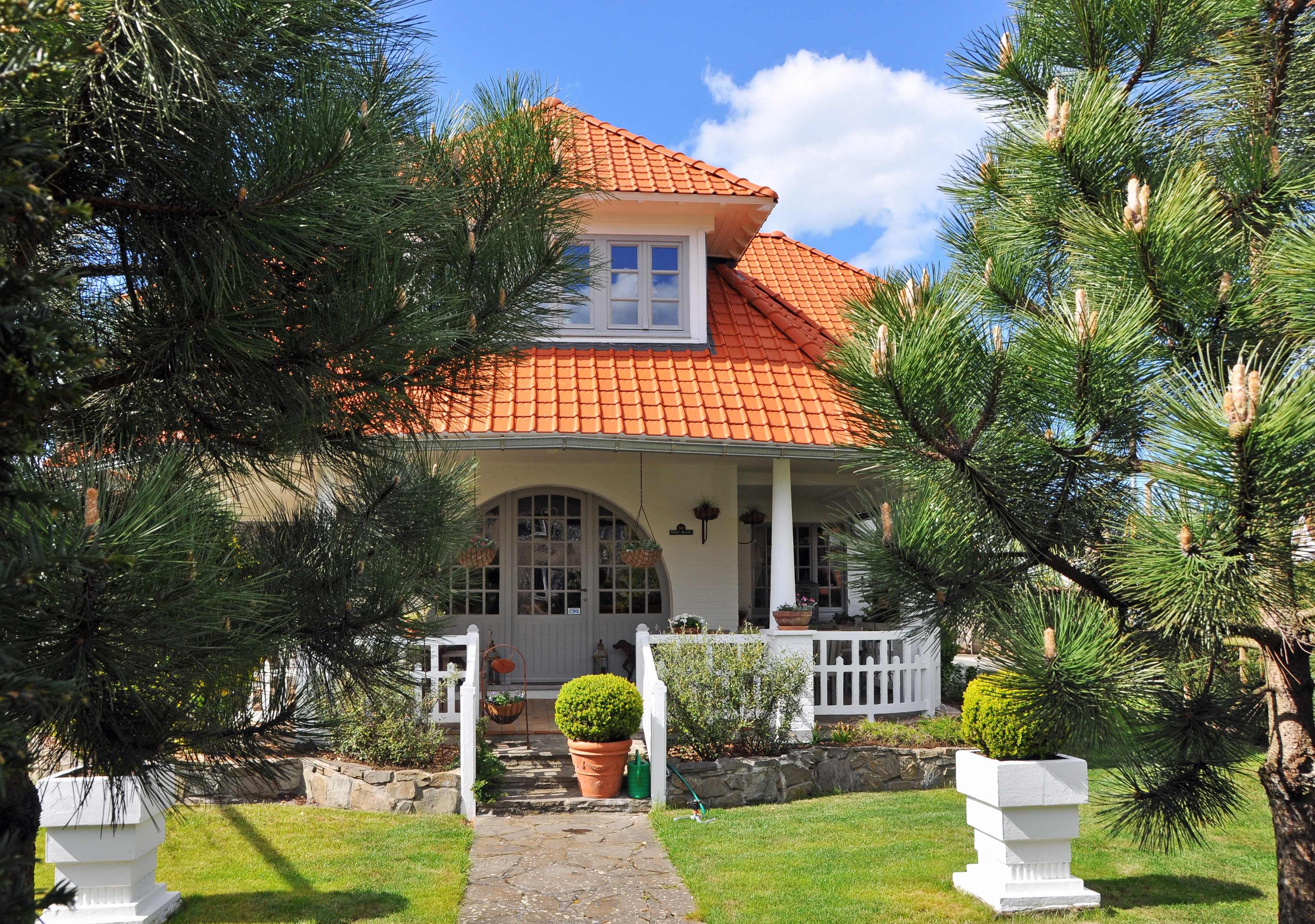
Cottage Malpertuus
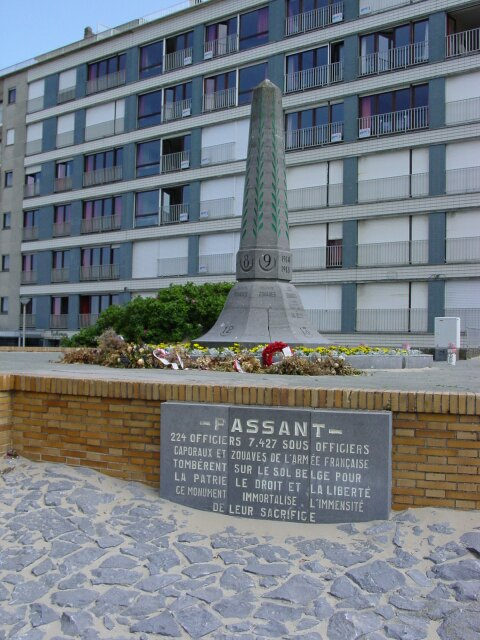
Gedenkteken voor de Zoeaven
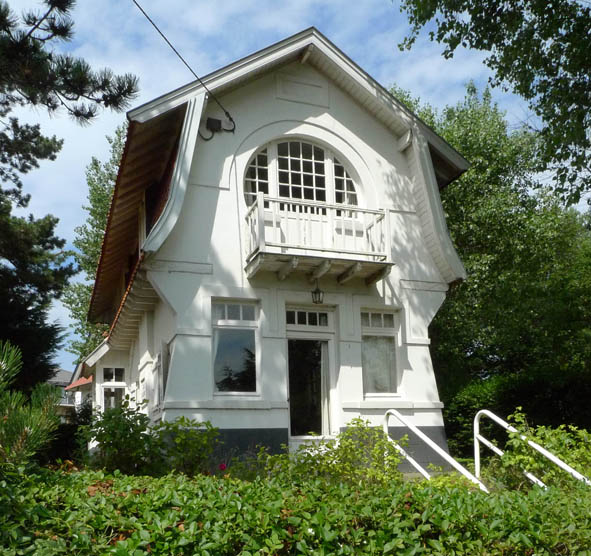
Cottage Casa Blanca
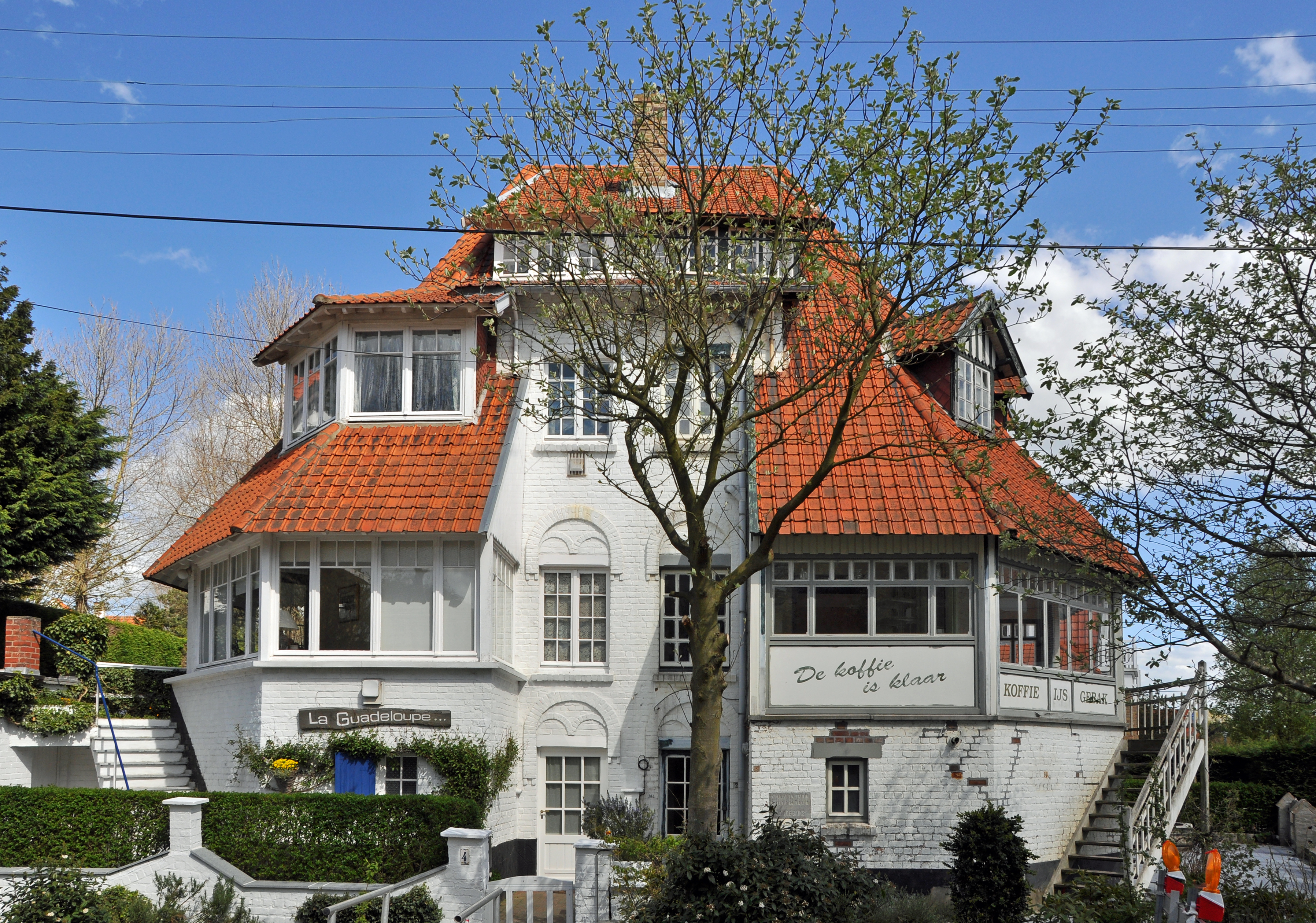
Cottages Jan-Pol en La Guadeloupe

## Natuur en landschap
Koksijde-Bad ligt aan de Noordzeekust en is vastgebouwd aan de bebouwing van Sint-Idesbald. In het oosten vindt men het natuurgebied Doornpanne en Schipgatduinen en in het zuiden het natuurgebied Noordduinen.

## Verkeer en vervoer
Koksijde-Bad wordt bediend door de Kusttram.
Behalve met de Kusttram is Koksijde-Bad ook bereikbaar met buslijn 61, die tussen Veurne en Groenendijk rijdt. De bus komt echter niet in de buurt van tramhalte Koksijde-Bad, en die ligt het dichtst bij het strand. Tot minstens 2002 was dit lijn 769.
Door Koksijde-Bad loopt de Koninklijke Baan (N34).

## Nabijgelegen kernen
Koksijde, Sint-Idesbald, Oostduinkerke-Bad
Deelgemeenten: Koksijde · Oostduinkerke · Wulpen

Overige plaatsen: Groenendijk-Bad · Koksijde-Bad · Oostduinkerke-Bad · Sint-André · Sint-Idesbald

Belgische gemeenten · Arrondissement Veurne · West-Vlaanderen · Vlaanderen